# Die Olchis

Das Logo der Olchis

Die Olchis bezeichnen eine Buchreihe des Kinderbuchautors und Illustrators Erhard Dietl, die sich mit den gleichnamigen fiktiven, kleinen grünen Wesen beschäftigt.
1990 erschien das erste Buch von inzwischen 29 Olchi-Buch-Titeln „Die Olchis sind da“ im Verlag Friedrich Oetinger. Die Olchi-Bücher erreichten in Deutschland bis 2013 insgesamt Absatzzahlen von über drei Millionen. Die Buchrechte sind bereits in zahlreichen Ländern lizenziert, (u. a. in Korea, Japan, China, Spanien) und die Olchi-Bücher sind in Deutschland ebenfalls als Hörbuch, CD-ROMs, App für Tablet PCs und als Fotobuch erschienen.
Ein Musical, das sich mit den Olchis beschäftigt, wurde 1997 in Halle uraufgeführt. Aus der Kinderlieder-CD „Heut will ich ein Olchi sein!“ (von Erhard Dietl und Sven Faller) stand das Olchi-Lied „Krötenfurz und Pfannenstiel“ auf Platz 1 diverser Kinderfunk-Hitparaden. Die Mitsing-CD „Die krötigsten Olchi-Lieder“ (von Erhard Dietl und Bastian Pusch) mit passendem Notenbuch erschien 2013.

## Die Olchi-Familie
Die Olchis sind eine Drei-Generationen-Familie bestehend aus den Großeltern, Eltern und drei Kindern. Die Olchis sind klein und grün, haben auf dem Kopf drei Hörhörner und eine große Nase. Die insgesamt namenlose Familie lebt gemeinsam in einer Höhle auf der Müllkippe von Schmuddelfing. Die Olchis lieben alles, was Menschen eklig finden: Sie essen Schuhsohlen und Schrauben, trinken Stinkerbrühe und Fahrradöl, baden im Schlamm und können Ordnung nicht ausstehen. Für einen Olchi sind frische, gesunde Sachen giftig und schädlich, der versehentliche Verzehr ruft einen Ausschlag mit roten, gelben und blauen Punkten hervor. Die Olchis besitzen einen Drachen namens „Feuerstuhl“, mit dem sie durch die Gegend fliegen. Gemeinsam erleben sie Abenteuer auf ihrem Müllberg und in vielen Ländern der Welt. Es gibt auch einen blauen Olchi, der Gestank hasst und sehr ordentlich ist; also das Gegenteil von den grünen Olchis. Er sortiert seinen Müll und hält Ordnung. Er ist zwar mit den grünen Olchis befreundet, wohnt aber nicht bei ihnen.

## Bisher erschienen

### Bücher
- Die Olchis sind da, 1990
- Die Olchis ziehen um, 1994
- Die Olchis fliegen in die Schule, 1997
- Die Olchis und der blaue Nachbar, 1997
- Die Olchis räumen auf, 1998
- Die Olchis feiern Weihnachten, 1999
- Die Olchis im Zoo, 2001
- Die Olchis auf Geburtstagsreise, 2002
- Die Olchis: Allerhand und mehr, 2003 (Sammelband)
- Die Olchis und der faule König, 2004
- Das geheime Olchi-Experiment, 2005
- Die Olchis werden Fußballmeister, 2006
- Die Olchis fliegen zum Mond, 2007
- Die Olchis und der schwarze Pirat, 2008
- Die Olchis und der karierte Tigerhai, 2009
- Die stärksten Olchis der Welt, 2010
- Die Olchis und die grüne Mumie, 2010
- Die Olchis und die Teufelshöhle, 2011
- Die Olchis im Bann des Magiers, 2012
- Die Olchis und der Schmuddelhund, 2012
- Die Olchis und der Geist der blauen Berge, 2013
- Die Olchis und die Gully-Detektive von London, 2013
- Die Olchis und die große Mutprobe, 2014
- Die Olchis, Jagd auf das Phantom, 2015
- Die Olchis gefangen auf der Pirateninsel, 2016
- Die Olchis und das Schrumpfpulver, 2017
- Die Olchis im Land der Dinos, 2018
- Die Olchis im Land der Riesenkraken, 2019
- Die Olchis im Land der Mammuts, 2022
- Die Olchis im Land der Drachen, 2024

Außerdem:
- Die Olchis: Oh wie schön ist Schmuddelfing, 2020 (Sammelband)
- Die Olchis – Das Krötige Bastelbuch aus Schmuddelfing, 2023 (Autorin: Sabine Seyffert, Illustrator: Erhard Dietl)

### Bilderbücher
- Die Olchis aus Schmuddelfing, 2004
- Die Olchis: Wenn der Babysitter kommt, 2005
- Die Olchis: So schön ist es im Kindergarten, 2007
- Die Olchis: Ein Drachenfest für Feuerstuhl, 2010
- Die krötigsten Olchi-Lieder: Singen und musizieren mit den Olchis, 2013

## Zeitschrift
Zweimonatlich erscheint ein 36-seitiges Magazin „Die Olchis“ mit Comics, Reporten, Bastel- und Rätselseiten rund um die Olchis bei Blue Ocean Entertainment.

## Film
Am 22. Juli 2021 kam der Film Die Olchis – Willkommen in Schmuddelfing in die deutschen Kinos. Regie bei dem CGI-Animationsfilm führten Toby Genkel und Jens Møller.

## Fulldome-Show
Am 24. Mai 2022 wurde „Die Olchis – Das große Weltraumabenteuer“ als 360°Film-Erlebnis im Planetarium Jena uraufgeführt.
In diesem 47-minütigen Animationsfilm werden die Olchis, mit Originalzeichnungen von Erhard Dietl in einer Mischung aus 2D und 3D animierten Abenteuer zum Leben erweckt. Erzählerin ist Stefanie Heinzmann, die auch den Titelsong eingesungen hat.
Begleitend erschien das Buch und das Hörspiel „Die Olchis. Das große Weltraumabenteuer“.

## Trivia
2006 erschien: „Die Olchis – Die Buchstaben von A–Z“, dieses Buch richtet sich an Kinder der 1. Klasse und dient als Lernhilfe für das Alphabet bzw. das Lesenlernen.